# Jan Kryštof z Blümegenu
Jan Kryštof hrabě (do roku 1768 svobodný pán) z Blümegenu (německy Johann Christoph Heinrich Cyrillus Felix, Graf von Blümegen 8. července 1722 – 5. října 1802 Brno), byl moravský šlechtic a rakouský úředník. V letech 1773 až 1782 stál jako zemský hejtman v čele moravského gubernia.

## Původ
Narodil se do původem vestfálské rodiny Blümegenů. Jeho otec Heřman Jošt byl kancléřem kemptenského knížete-opata, poté přísedícím říšského komorního soudu ve Wetzlaru a nakonec členem říšské dvorské rady ve Vídni. Zakoupil se nejprve na dolnorakouském panství Erla, roku 1729 pak koupil také letovické panství a statek Slatinku na Moravě. 
Jeho staršími sourozenci byli nejvyšší český a první rakouský kancléř Jindřich Kajetán z Blümegenu, královéhradecký biskup Heřman Hannibal Blümegen. Ze sester vynikla Marie Antonie, která se stala abatyší kláštera klarisek ve Vídni (Königinkloster).

## Kariéra
Jeho kariérní postup nápadně kopíroval růst významu staršího bratra Jindřicha Kajetána, který se stal roku 1765 nejvyšším českým a prvním rakouským kancléřem. Jan Kryštof nastoupil v témže roce do úřadu zemského podkomořího na Moravě a zůstal v něm až do roku 1770, v letech 1765–1773 předsedal také komerčnímu konsesu a směnečnému a merkantilnímu soudu v Brně. Roku 1768 ho s bratrem Heřmanem Hanibalem Marie Terezie povýšila do hraběcího stavu (bratr Jindřich Kajetán dosáhl povýšení už v roce 1759), roku 1770 byl jmenován moravským zemským komořím, do roku 1773 také pracoval jako královský městský administrátor na Moravě. Vrcholem kariéry bylo působení v úřadu moravského zemského hejtmana, který stál v čele moravského gubernia, nejvyššího úřadu v zemi. Propuštěn byl společně se svým bratrem v roce 1782, oficiálně pro nepořádky ve vedení úřadu.
Od roku 1770 byl předsedou Moravsko-slezské hospodářské společnosti.

## Majetek
V roce 1746 koupil velkostatek Mitrov, který však již v roce 1757 prodal. Jeho venkovským sídlem byly Vizovice, které nejprve spravoval pro svého bratra Heřmana Hannibala, po jehož smrti roku 1774 jej dostal do doživotního užívání. V roce 1788 rozdělil roku 1788 dominikální pozemky mezi poddané a zřídil s bratrem společnost pro obchod s vlnou.

## Rodina
Poprvé byl ženatý (1745)
 s Marií Aloisií Herbersteinovou (1731 – 23. září 1767), dcerou rady moravského apelačního soudu Augustina Ferdinanda Herbersteina. Z manželství vzešlo několik dětí, z nichž se 6 se dožilo dospělosti:
- Františka Anna (pokřtěna 6. 10. 1747)
- Jan Augustin (pokřtěn 20. 4. 1749)
- František Josef (pokřtěn 27. 3. 1750, † 1793)
- Marie Aloisie (pokřtěna 8. 4. 1751)
- Petr Alcantara Heřman (pokřtěn 12. 6. 1754, † 6. 7. 1813), prezident moravskoslezského zemského soudu, sběratel umění
- Aloisie Michaela (pokčtěna 30. 9. 1753)
- Vincencie (1755 – 10. 8. 1810), členka brněnského ústavu šlechtičen
- Kajetána (1756–1800), provdaná za markýze Karla de Ville (1741 – 1. listopadu 1778), později za hraběte Josefa Jáchyma Vraždu z Kunvaldu
- Alois František (pokřtěn 23. 1. 1762)
- Johanna Nepomucena (pokřtěna 3. 10. 1765, † 1811), provdaná od 1790 za hraběte Jana Arnošta Schaffgotsche (1742–1765)
- Amálie (pokřtěna 11. 9. 1767, † 1821), provdaná za úředníka letovické manufaktury Josefa von Hayek (1750–1830)

Manželství (1773) s vlastní neteří Marií Antonií Blümegenovou (1742–1785), stejně jako s Annou Marií Forgáčovou (1788), ovdovělou Hassenweinovou z Festenbergu (1758–1805), zůstala bezdětná.

## Publikované práce
- BLÜMEGEN, Jan Kryštof. Rede bei Gelegnheit der Ernennung des Grafen Christoph von Blümegen zum Landes-Hauptmann von Mähren. Brünn: [s.n.], 1773. (ger)